# Carlos Arboleda (escultor)
Carlos Arboleda (Ciudad de Panamá, Panamá, 16 de enero de 1929-22 de junio de 2021) fue un escultor y pintor panameño, considerado uno de los artistas más reconocidos del país. Es autor de la obra  "Cabeza de Einstein", icono escultórico de la Ciudad de Panamá, ubicada en la barriada El Cangrejo.

## Biografía
Estudió en la Academia de Bellas Artes en Florencia (1949-1954) y en la Real Academia Catalana de Bellas Artes de San Jorge en Barcelona (1955-1960). Cuando regresó a Panamá se convirtió en el primer profesor de escultura en la Escuela Nacional de Artes Plásticas (1961-1964), y en 1964 fundó la Casa de la Escultura, un centro de apoyo del Gobierno para la enseñanza y promoción de Bellas Artes.
Arboleda exhibió a menudo y estableció su reputación como un hombre joven con trabajos académicos. La mayor parte de su trabajo era figurativo, pero más tarde desarrolló un estilo más simbólico y produjo sus esculturas más originales sobre temas indígenas. A diferencia de sus esculturas, pinturas de Arboleda tienden a ser leves, con colores claros y difundidas imágenes de figuras humanas o aves.

## Algunas obras
- 1975: monumento al doctor Jaime de la Guardia, ubicado en el Hospital San Fernando.[6]
- 1978: monumento a Manuel F. Zárate en Guararé.[7]
- Monumento al doctor Rafael Estévez  en Aguadulce.
- 1979: monumento a San Juan Bosco.
- 1983: confecciona el busto de Eduardo Vallarino en Bethania.
- 1986, el Monumento del doctor Harmodio Arias, en la ciudad de Penonomé.
- Monumento en honor a Sara Sotillo.

## Honores y reconocimientos
El 7 de septiembre de 2018 es declarado Huésped de Honor del Distrito de Panamá y condecorado con la llave de la ciudad en reconocimiento a su legado como artista, escultor y pintor.